# Sainte-Gemme-la-Plaine
Sainte-Gemme-la-Plaine é uma comuna francesa na região administrativa da Pays de la Loire, no departamento de Vendéia. Estende-se por uma área de 35,52 km². Em 2010 a comuna tinha 2 260 habitantes (densidade: 63,6 hab./km²).